# Rosser

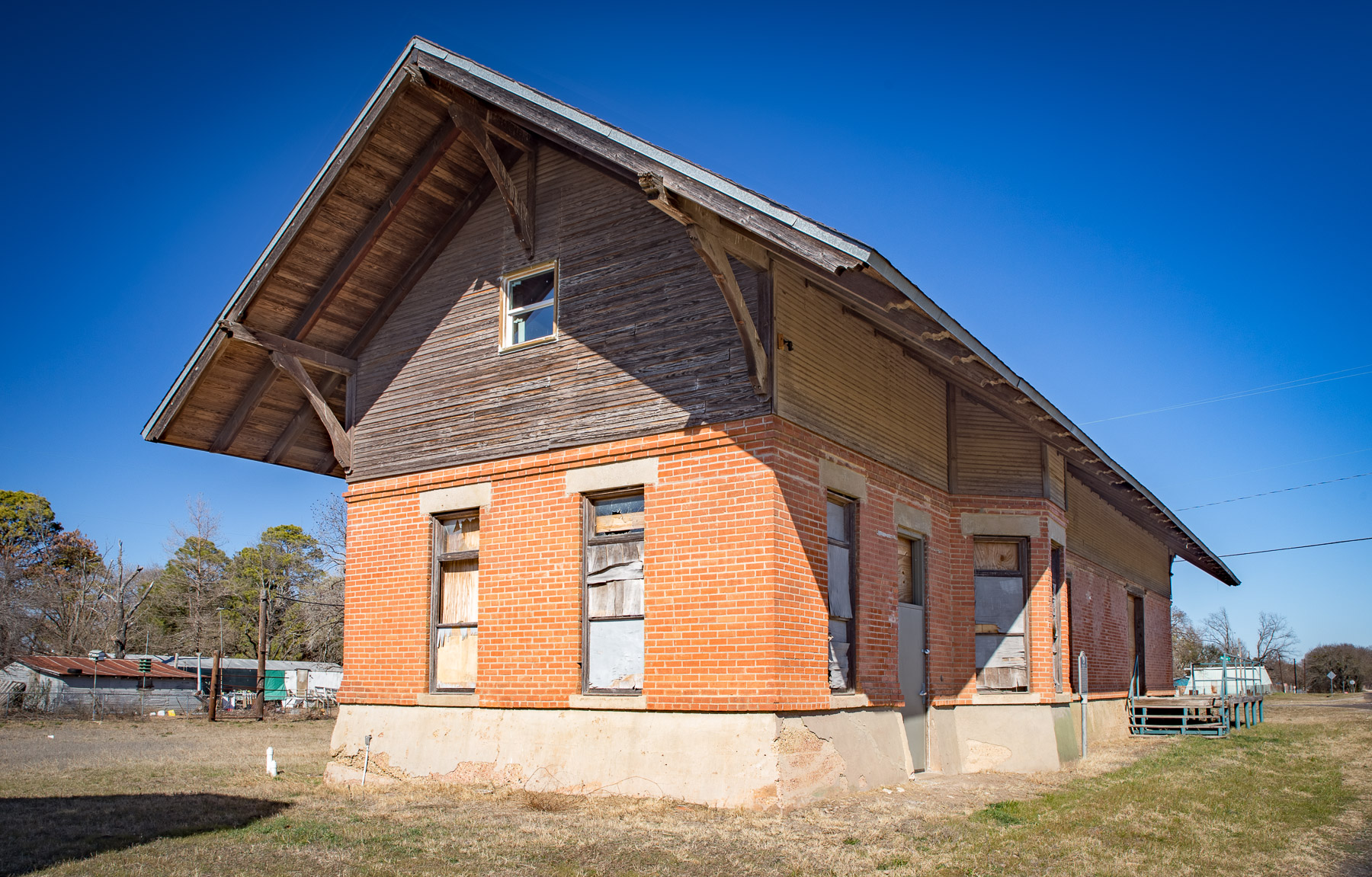
Dépôt ferroviaire de Rosser (2022)

Pour les articles homonymes, voir Rosser (homonymie).
Rosser est un village situé dans le comté de Kaufman, dans l’État du Texas, aux États-Unis. Sa population s’élevait à 332 habitants lors du recensement de 2010, estimée à 363 habitants en 2016.